# 阿佤山

阿瓦山（佤語：或），意為佤族所生活的的區域。19世紀時，阿佤山区又被視為南北两部分，北部「葫芦地」由俗稱葫蘆王的佤族頭人部落管理，曾歸耿马土司；南部「莽冷地」，曾屬孟连土司，乾隆中期脫離，:263-267後孟侖改屬木邦。:179
1987年雲南大學出版的《中國西南邊疆變遷史》整理各方文獻，認為阿瓦山的範圍北起南汀河下游的南部，南至薩爾溫江與南卡江的合流處，西以薩爾溫江為界，東北與東南包括今滄源縣屬的勐角、猛董、岩帥及孟連縣屬的龍坎、富岩一帶，正東以怒江和瀾滄江的分水嶺為界。:263-267
在五色線圖中，阿佤山區的佤族聚居被標上了野𱭶地。其地亦有卡瓦山、哈瓦地區之稱。1940年重慶國民政府「訓令渝字第八五五號」，抄發改正西南少數民族命名表:438，𱭶𱭵改正為人部偏旁的新創字佧佤:17。卡瓦原為擺夷對佤族的他稱，卡在傣語意為奴隸，帶有貶義。故在1949年後，再將佧佤山改稱為「阿瓦山」。

## 另見
- 以族群名命名的地名列表
- 外西南（江心坡、野人山、胡康谷地、勐卯三角地、阿佤山（葫蘆地、莽冷地）、果敢）